# Train of Events
Train of Events is een Britse dramafilm uit 1949 onder regie van Sidney Cole, Charles Crichton en Basil Dearden. Destijds werd de film in Nederland uitgebracht onder de titel Het noodlot slaat toe.

## Verhaal
Verschillende personages met problemen zitten samen in een trein. Hun moeilijkheden worden op een of andere manier opgelost, wanneer de trein betrokken raakt bij een ongeluk.

## Rolverdeling
| Acteur          | Personage            |
| --------------- | -------------------- |
| Jack Warner     | Jim Hardcastle       |
| Gladys Henson   | Mevrouw Hardcastle   |
| Susan Shaw      | Doris Hardcastle     |
| Patric Doonan   | Ron Stacey           |
| Philip Dale     | Stoker               |
| Miles Malleson  | Johnson              |
| Leslie Phillips | Stoker               |
| Joan Dowling    | Ella                 |
| Will Ambro      | Spoorwegbeambte      |
| Laurence Payne  | Richard              |
| Olga Lindo      | Mevrouw Bailey       |
| Valerie Hobson  | Stella               |
| Irina Baronova  | Irina Norozova       |
| John Clements   | Raymond Hillary      |
| John Gregson    | Malcolm Murray-Bruce |